# Deir Ballut
Deir Ballut (àrab: دير بلّوط, Dayr Ballūṭ) és un municipi palestí de la governació de Salfit, a Cisjordània, 41 kilòmetres al sud-oest de Nablus. Segons l'Oficina Central Palestina d'Estadístiques tenia 3.195 habitants el 2007.

## Història
S'hi ha trobat terrissa de l'edat de ferro, romana, romana d'Orient, omeia/abbàssida i croada/aiúbida. El geògraf àrab Yaqut al-Hamawi va registrar en 1226, quan Deir Ballut formava part del Soldanat Mameluc, «Deir al-Ballut era una vila del districte d'ar-Ramla.»

### Època otomana
En 1870 Victor Guérin va trobar que la vila tenia uns 150 habitants. Tanmateix, jutjant l'extensió de les ruïnes que cobrien el turó on s'hi trobava, Guérin pensava que antigament havia estat uan ciutat gran. Moltes cases eren construïdes amb pedres grans.
En 1882 el Survey of Western Palestine (SWP) del Fons per a l'Exploració de Palestina la va descriure com «una vila petita, parcialment en ruïnes, però que evidentment va ser un lloc de gran importància, amb tombes talladse a la roca. Les cases són principalment de pedra. L'aigua s'obté de pous.» A l'oest de la vila hi ha tombes en roca de l'era cristiana.

### Època del mandat britànic
Deir Ballut va ser un lloc d'enfrontaments menors entre les tropes turques i britàniques el 12 de març de 1918.
En el cens de Palestina de 1922 organitzat per les autoritats del Mandat Britànic, Deir Ballut tenia 384 musulmans mentre que en el cens de 1931 Biddya (inclosa Salita) tenia 91 llars amb una població de 532 musulmans.
En 1945 la població era de 720 musulmans mentre que l'àrea total de terra era de 14,789 dúnams, segons un cens oficial de terra i població. D'aquests, 508 dúnams eren plantacions i terra de rec, 3,488 per cereals, mentre 63 dúnams eren sòl edificat.

### Després de 1948
Després de la de la Guerra araboisraeliana de 1948, i després dels acords d'Armistici de 1949, Deir Ballut va restar en mans de Jordània. Després de la Guerra dels Sis Dies el 1967, ha estat sota ocupació israeliana